# Sant Gervasi - la Bonanova
Sant Gervasi-Bonanova este un cartier din districtul 5, Sarrià-Sant Gervasi, al orașului din Barcelona.